# Cápside
Cápside, envoltura proteica o cubierta proteica  es una cubierta proteica de un virus, que encierra su material genético. Consiste en varias subunidades estructurales oligoméricas (repetitivas) hechas de proteínas llamadas protómeros. Las subunidades morfológicas tridimensionales observables, que pueden o no corresponder a proteínas individuales, se denominan capsómeros. Las proteínas que componen la cápside se denominan proteínas de la cápside o proteínas de la cápside viral (VCP). La cápside y el genoma interno se denominan nucleocápside.[cita requerida]
Las cápsides se clasifican ampliamente según su estructura. La mayoría de los virus tienen cápsides con estructura helicoidal o icosaédrica. La forma icosaédrica, que tiene 20 caras triangulares equiláteras, se aproxima a una esfera, mientras que la forma helicoidal se asemeja a la forma de una varilla, ocupando el espacio de un cilindro pero sin ser un cilindro en sí. Las caras de la cápside pueden estar formadas por una o más proteínas. 
Algunos virus están envueltos lo que significa que la cápside está cubierta con una membrana lipídica conocida como envoltura vírica. La envoltura es adquirida por la cápside de una membrana intracelular del huésped; los ejemplos incluyen la membrana nuclear interna, la membrana de Golgi y la membrana externa de la célula.
Una vez que el virus ha infectado una célula y comienza a replicarse, se sintetizan nuevas subunidades de la cápside utilizando el mecanismo de biosíntesis proteica de la célula. En algunos virus, incluidos los que tienen cápsides helicoidales y especialmente los que tienen genomas de ARN, las proteínas de la cápside se ensamblan conjuntamente con sus genomas. En otros virus, especialmente los más complejos con genomas de ADN bicatenario, las proteínas de la cápside se ensamblan en procápsides precursoras vacías que incluyen una estructura de portal especializada en un vértice. A través de este portal, el ADN viral se traslada a la cápside. 
Estructuras proteicas similares a las cápsides virales, pero sin genoma, también se han detectado como órganulos en las bacterias y arqueas, como los microcompartimientos bacterianos y los nanocompartimientos de encapsulina, que desempeñan funciones metabólicas y nutricionales.

## Funciones
Las funciones de la cápside son:
- empaquetar y proteger el genoma
- entregar el genoma
- interactuar con el anfitrión.

El virus debe formar una capa de proteína estable y protectora para proteger el genoma de agentes químicos y físicos letales. Estos incluyen formas de radiación natural, extremos de pH o temperatura y enzimas proteolíticas y nucleolíticas. En el caso de los virus sin envoltura vírica, la cápside en sí puede estar involucrada en la interacción con los receptores de la célula huésped, lo que conduce a la penetración de la membrana de la célula huésped y a la internalización de la cápside. La entrega del genoma se produce mediante el desprendimiento o desmontaje posterior de la cápside y la liberación del genoma en el citoplasma, o mediante la expulsión del genoma a través de una estructura portal especializada directamente en el núcleo de la célula huésped.

## Tipos de cápside
Se distinguen varios tipos distintos de cápsides atendiendo a su simetría:

### Cápside helicoidal
Este tipo de cápside está presente en ciertos virus de plantas, hongos, animales, arqueas y bacterias. A veces se denomina cápside filamentosa. Las transformaciones helicoidales se clasifican en dos categorías: sistemas helicoidales unidimensionales y bidimensionales. La simetría helicoidal viene dada por la fórmula P  =  μ  x  ρ, donde μes el número de unidades estructurales por vuelta de la hélice, ρ es la subida axial por unidad y P es el paso de la hélice. Se dice que la estructura es abierta debido a la característica de que cualquier volumen puede encerrarse variando la longitud de la hélice. Un ejemplo típico: TMV o virus del mosaico del tabaco, que tiene 2.130 capsómeros idénticos que se disponen helicoidalmente alrededor del ARN monocatenario del TMV. Todos los capsómeros están constituidos por una proteína de 158 aminoácidos. 

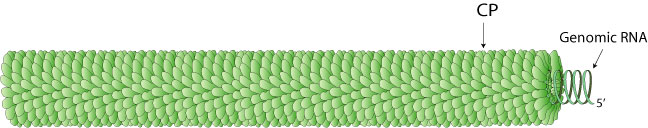
Cápside de la familia Virgaviridae que infecta plantas.
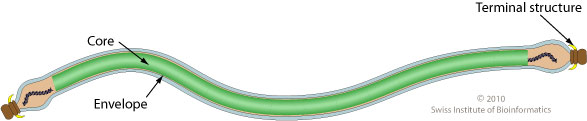
Cápside de la familia Lipothrixviridae que infecta arqueas.
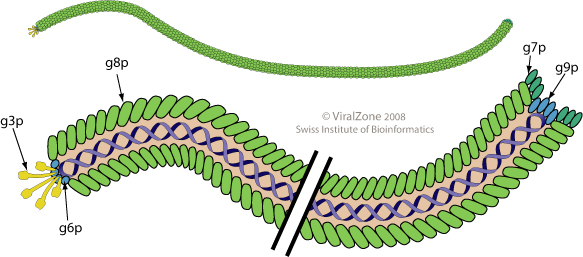
Cápside de la familia Inoviridae que infecta bacterias y arqueas.
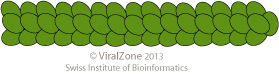
Cápside de la familia Clavaviridae que infecta arqueas.
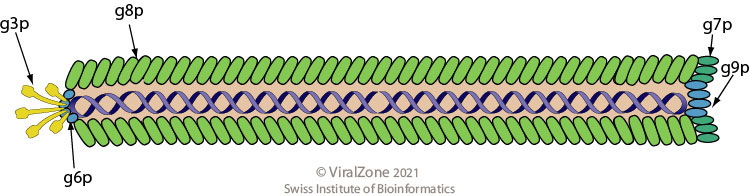
Cápside de la familia Plectroviridae que infecta bacterias.
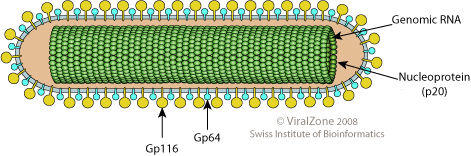
Cápside de la familia Roniviridae que infecta animales.
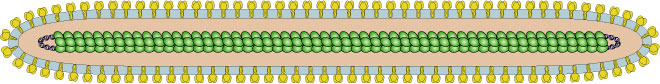
Cápside de la familia Hytrosaviridae que infecta animales.
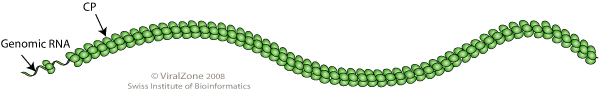
Cápside de la familia Closteroviridae que infecta plantas.

### Cápside icosaedra
Este tipo de cápside se ha descrito en virus de todos los seres vivos y es el tipo de cápside más extendido. A veces se denomina cápside esférica. Los capsómeros se disponen formando un icosaedro. Mediante difracción de rayos X se ha visto que presenta simetría rotacional 5:3:2, de tal manera que se pueden distinguir dentro de la partícula tres ejes distintos:
- Quinarios o de quinto orden - ejes de simetría que unen vértices opuestos.
- Terciarios o de tercer orden - ejes de simetría que unen los centros de dos caras triangulares opuestas.
- Binarios o de segundo orden - ejes de simetría que unen los centros de dos aristas laterales opuestas.

Estas cápsides tienen dos tipos distintos de capsómeros, pudiendo estar constituidos por una o varias subunidades proteicas:
- Pentámeros o pentonas: capsómeros ubicado en los 12 vértices de la cápsida icosaédrica.
- Hexámeros o hexonas: capsómeros situados en las 20 caras traingulares del icosaedro. Lás cápsidas virales más simples no contienen hexonas, sino que están formadas por 12 pentonas o capsómeros ubicados en los vértices.

El número total de capsómeros se puede calcular a partir de la siguiente expresión matemática:
{\displaystyle N=10(n-1)^{2}+2}
siendo n el número de capsómeros que ocupa cada arista. El menor número es, por tanto, 12 (si {\displaystyle n=2}). El fago ØX174 tiene 12 capsómeros. En algunos virus icosaédricos aparecen púas o espículas, que son estructuras de fijación a la célula hospedadora, estructuras de anclaje.

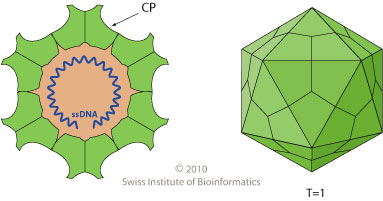
Cápside de la familia Parvoviridae que infecta animales.
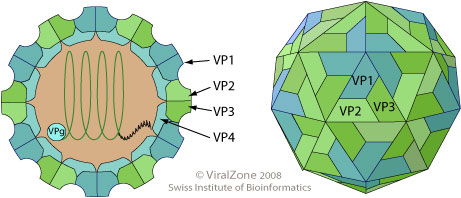
Cápside de la familia Picobirnaviridae que infecta animales.
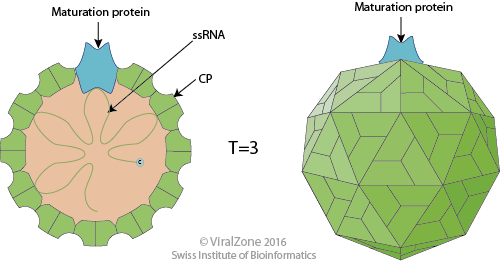
Cápside de la clase Leviviricetes que infecta bacterias y arqueas.
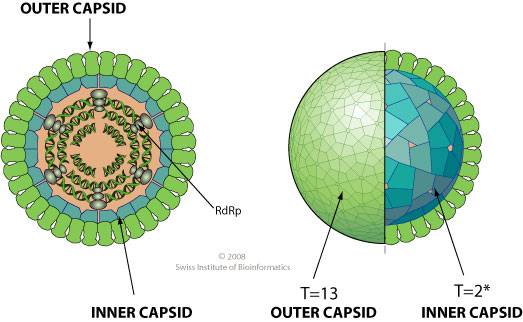
Cápside de la familia Reoviridae que infecta animales, plantas, hongos y protistas.
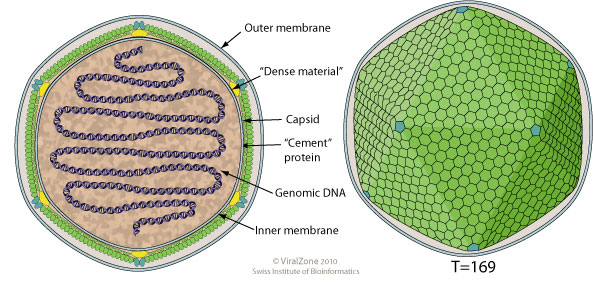
Cápside de la familia Phycodnaviridae que infecta protistas.
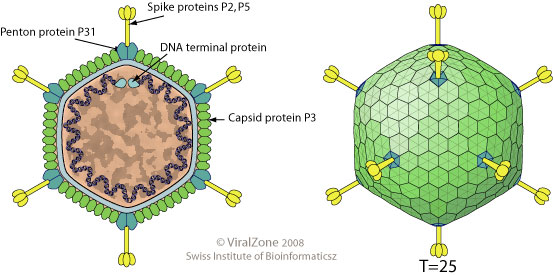
Cápside de la familia Tectiviridae que infecta bacterias.
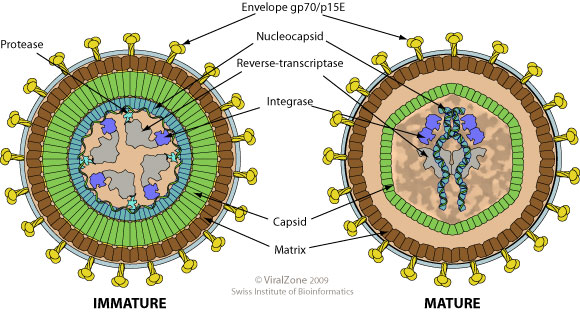
Cápside de la familia Retroviridae que infecta animales.
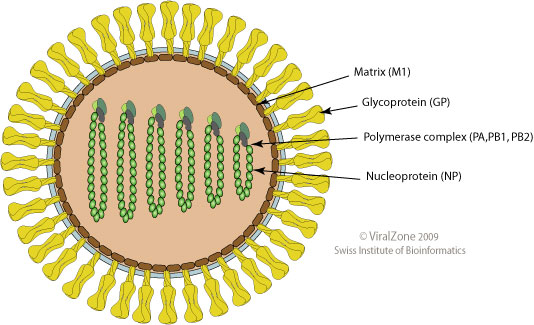
Cápside de la familia Orthomyxoviridae que infecta animales.
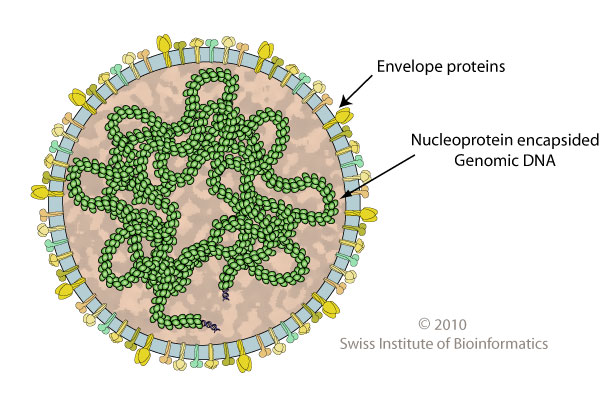
Cápside de la familia Globuloviridae que infecta arqueas.
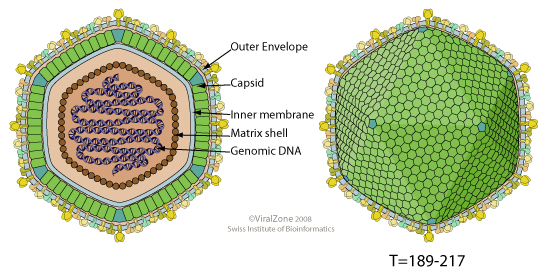
Cápside de la familia Asfarviridae que infecta animales y protistas.
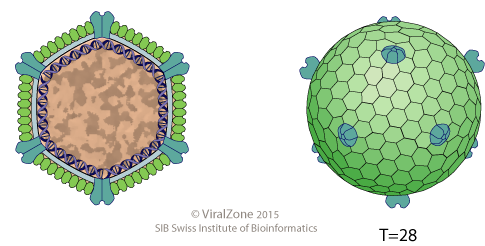
Cápside de la familia Sphaerolipoviridae que infecta arqueas y bacterias.
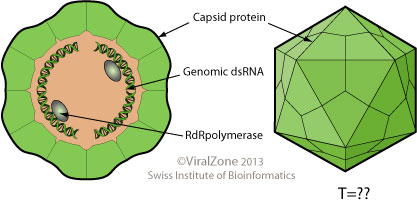
Cápside de la familia Megabirnaviridae que infecta hongos.
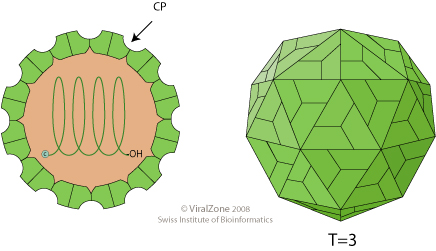
Cápside de la familia Tombusviridae que infecta plantas.

### Otros tipos de cápsides icosaedras
- Cápside icosaedra compleja: Está presente en los caudovirus o bacteriófagos de cola que infectan bacterias y arqueas. El virión tiene al menos dos partes, una cabeza o nucleocápside y una cola. La cabeza puede ser de dos tipos: icosaédrica (virus bacterianos de la serie P) o una cabeza constituida por un prisma hexagonal y en cada extremo una pirámide hexagonal (de la serie T-par, como el fago T2). La cola puede ser muy sencilla, a veces un tubo hueco que sale de un extremo de la cabeza; o ser más compleja. El caso extremo son los fagos T-par que presentan simetría doble, cúbica y helicoidal. El virión de la serie T-par tiene 3 partes: cabeza, cuello y cola. De la cabeza parte un tubo hueco que contacta con una estructura anular no contráctil (cuello). A continuación la cola, con una vaina contráctil de 24 anillos que termina en una estructura hexagonal perforada llamada placa basal. De cada vértice de la placa basal parte una fibra basal contráctil y debajo de ella puede haber 6 espinas o púas caudales.

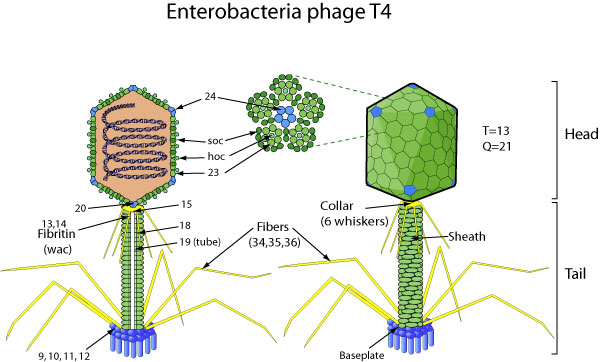
Cápside de la familia Straboviridae que infecta bacterias.
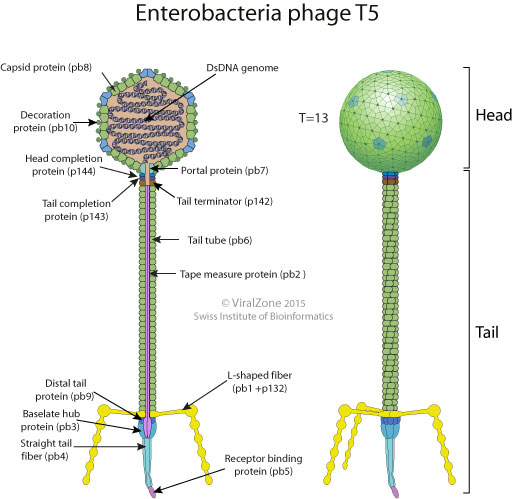
Cápside de la familia Demerecviridae que infecta bacterias.
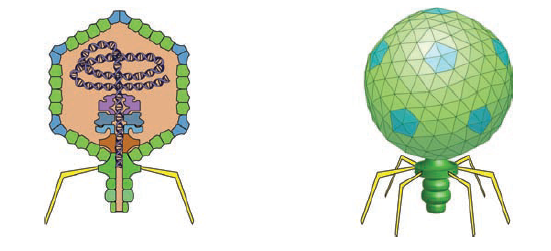
Cápside de la familia Autographiviridae que infecta bacterias.

- Cápside icosaedra alargada: es un tipo de cápside icosaedra alargada encontrada en algunos virus de hongos y plantas.

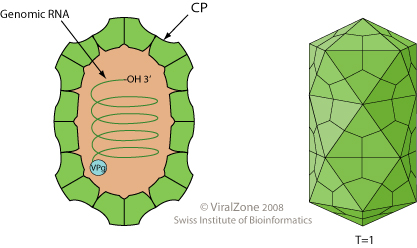
Cápside de la familia Barnaviridae que infecta hongos.

### Cápsides con formas inusuales
Este tipo de cápsides no son comunes en la mayoría de los virus y no pueden clasificarse como icosaedras o helicoidales. Son específicas de ciertos grupos virales.
- Cápside ovoide: es una cápside en forma ovalada o redonda. Está presente en algunos virus de animales, protistas y arqueas. Ejemplos en animales son los poxvirus, en protistas los pithovirus y en arqueas los ovalivirus.

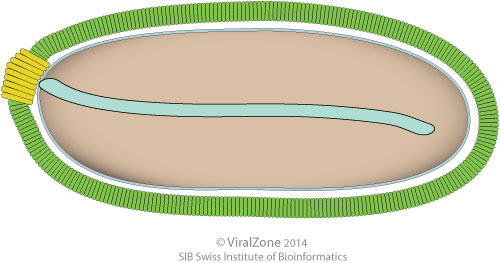
Cápside de la familia Pithoviridae que infecta protistas.
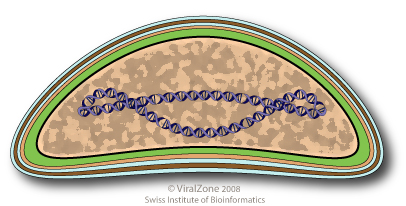
Cápside de la familia Ascoviridae que infecta animales.
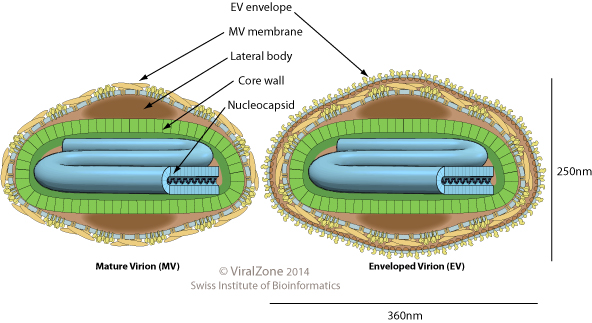
Cápside de la familia Poxviridae que infecta animales.
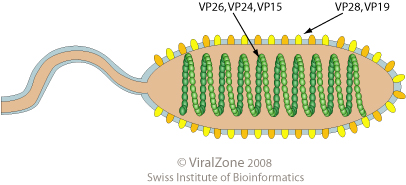
Cápside de la familia Nimaviridae que infecta animales.
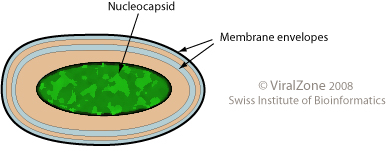
Cápside de la familia Polydnaviriformidae que infecta animales.

- Cápside en forma de huso o limón: Este tipo de cápside está presente en unos cuantos virus de arqueas.

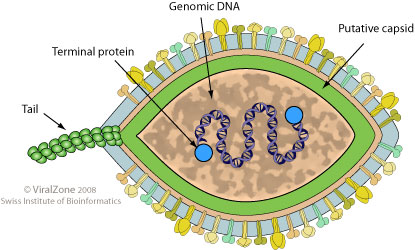
Cápside de la familia Halspiviridae que infecta arqueas.
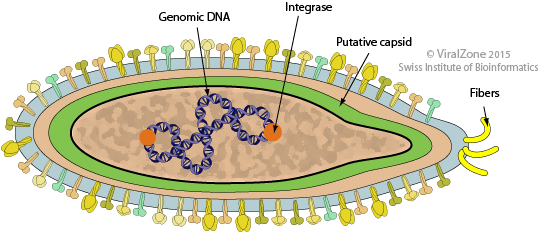
Cápside del género Betafusellovirus que infecta arqueas.
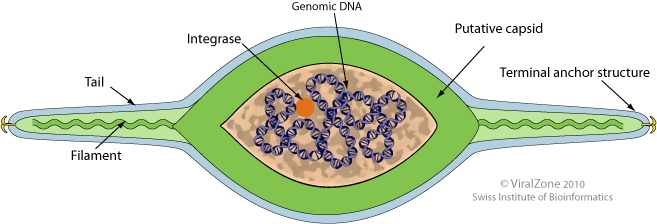
Cápside de la familia Bicaudaviridae que infecta arqueas.

- Otros tipos: Esto incluye una familia de virus que infecta eucariotas; los rhabdovirus que tienen una cápside en forma de bala y tres familias de virus de arqueas, los ampulavirus que tienen una cápside en forma de botella, los guttavirus en forma de gota y los spiravirus que la tienen en forma de bobina.

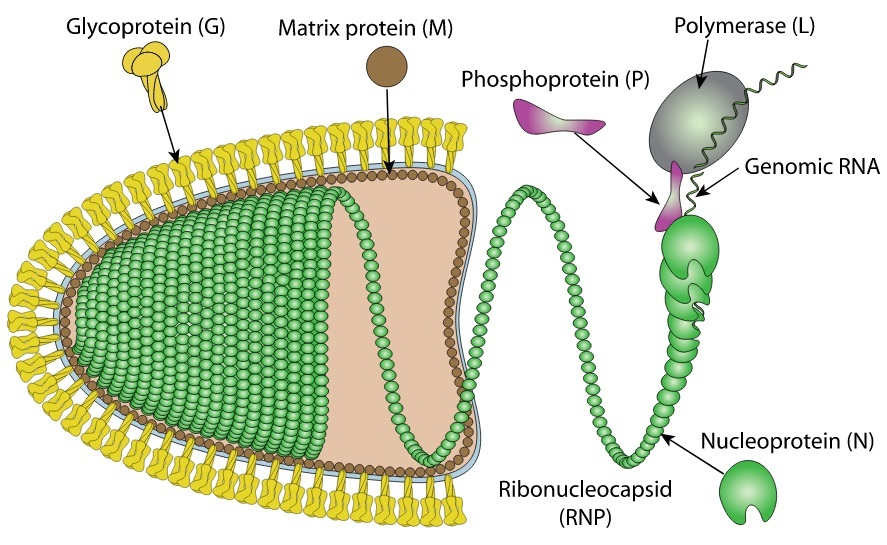
Cápside de la familia Rhabdoviridae que infecta animales, plantas, hongos y protistas.
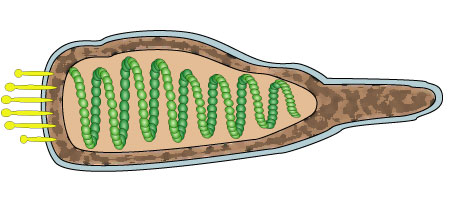
Cápside de la familia Ampullaviridae que infecta arqueas.
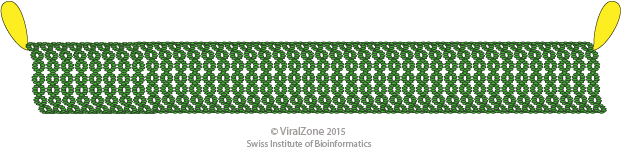
Cápside de la familia Spiraviridae que infecta arqueas.

## Origen
El origen de las cápsides es hasta ahora un tema algo controvertido. Un experimento (2015) ha demostrado que las cápsides de los virus pudieron haberse originado en los protobiontes durante el mundo de ARN y servían como un medio de transferencia horizontal entre las comunidades de replicadores de los protobiontes dado que estas comunidades no podrían sobrevivir si el número de parásitos génicos aumentaba, siendo ciertos genes los responsables de la formación de estas estructuras y los que favorecían la supervivencia de las comunidades autorreplicativas. El desplazamiento de estos genes entre los organismos celulares pudieron favorecer la aparición de nuevos virus durante la evolución. Las cápsides pudieron haber surgido de proteínas de microcompartimiento similar a los microcompartimiento bacterianos o los nanocompartimiento de encapsulina que forman estructuras proteicas similares a las cápsides virales icosaedricas. Para que surgieran los virus, ciertos genomas o replicones debieron haber quedado atrapados dentro las cápsides dando lugar de esta manera a los virus auténticos.